# نافا (أستورياس)
بلدية نافا (بالإسبانية: Nava) هي بلدية تقع في منطقة أستورياس شمال غرب إسبانيا.

## الديموغرافيا
بلغ عدد سكان بلدية نافا 5.597 نسمة عام 2011 (وفقاً للمعهد الوطني للإحصاء الإسباني).
| 5.681 | 5.684 | 5.550 | 5.455 | 5.511 | 5.594 | 5.597 |